# 1021
1021 је била проста година.

## Догађаји
- Битка код Шириминија

- На захтев папе Бенедикта VIII, цар Хајнрих II Свети напада Италију, побеђује Византинце и заузима Капуу и Салерно.
- Јун — Ухапшен је последњи преживели вођа побуне у јужној Италији, Дато, зет војводе од Мела.
- 1. октобар — цар Хајнрих II учествује у освећењу нове катедрале у Мерзебургу.
- Освајање територија Верлике Моравске од стране Бохемије.
- Успешна Византијска офанзива против Грузије и Јерменије.
- Инвазија на Јерменију од стране „ирачких“ Огуза.
- 1021 — Јерменско краљевство Васпуракан напала су турска племена. Неспособан да се одупре инвазији, краљ Васпурика, Сенекерим Арцруни, пристао је да припоји своје краљевство Византији, након чега је оно престало да постоји самостално.
- 30. јул — у Кијевској Русији, у граду Вишгород (данашња Кијевска област, Украјина), освећена је камена црква у част верних кнежева Бориса и Глеба — првих руских светаца.
- Брјачислав Изјаславич је успешно кренуо у поход на Новгород, освојио га, заробио заробљенике и велики плен. Међутим, на повратку у Полоцк поражен је од стране трупа свог ујака, кијевског кнеза Јарослава Мудрог, на реци Судомиру (Судоми), притоци реке Шелоњ.
- Упркос победи, кнез Јарослав Мудри је средио односе склопивши мир са својим нећаком, полоцким кнезом Брјачиславом Изјаславичем, предајући му Витепск и Усвјат.